# НТА (телеканал)
«НТА» (Независимое телевизионное агентство (укр. Незалежне телевізійне агентство) — телеканал, вещавший во Львове.

## Общая информация
Телеканал транслировал документальные фильмы от производителей BBC World Wide, Dd Productions, Atlantis Production, S4c, World Wide Entertaiment. Также канал занимался изготовлением программ собственного производства. Количество сотрудников телеканала «НТА» насчитывало более 50 человек.
Кабельное телевидение охватывало 18 областей Украины, а спутниковая трансляция охватывала и другие государства. С 23 января 2013 года телеканал НТА работал в тестовом режиме на спутнике «Astra 4A». Параметры приёма: частота — 11766Н, скорость — 27500, FEC — 3/4.

## Закрытие
С июля 2013 года телеканал переехал в Киев и после проведённого ребрендинга изменил название на «2 канал».

## Собственные программы
1. НТА-Новости
2. В объективе
3. BRAND история
4. Формула здоровья